# Kik Messenger

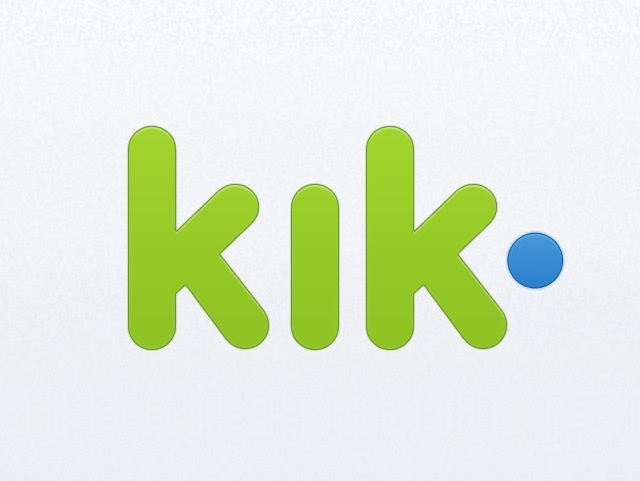
Logotypen för Kik Messenger.

Kik Messenger eller Kik är en mobilapp för chat främst avsedd för smartphones.

## Beskrivning
Appen är populär bland ungdomar. Kiks meddelandefunktion fungerar på samma sätt som SMS och MMS, men internet krävs för att sprida meddelandet. Genom att nyttja internet kan användaren undvika de kostnader, som mobiloperatören tar för SMS och MMS.
Med Kik kan användaren även skicka meddelanden, videor och bilder till andra användare. Istället för att ha ett telefonnummer har användaren ett användarnamn. För att inleda en konversation på Kik behöver användaren uppmanas att "Kika" (uttalas kicka) vilket innebär att en annan användare vill inleda en konversation.
Appen finns gratis för iOS, Android och Windows Phone operativsystem.
Kik Messenger var planerad att läggas ner under 2019 då företaget bakom Kik istället skulle satsa på kryptovaluta, Dock blev istället tjänsten KiK Messenger uppköpta och tjänsten fortsätter fungera som tidigare. 

## Användning
Enligt en svensk undersökning 2017 använde 9 procent av de svenska internetanvändarna Kik. Skillnaden i användning var stor mellan olika åldersgrupper; bland personer upp till 25 år var det drygt en fjärdedel (27%) som använde Kik, medan användningen bland dem över 26 år endast låg på 3 procent.

## Kritik
Appens utformning och anonymitet har bidragit till att den år 2021 enligt polisen angetts som "ett paradis för vuxna män som söker kontakt med barn".  Kik har tidigare kritiserats av flera svenska åklagare för bristande samarbete vid utredningar om sexualbrott som begås via appen.